# Lagocephalus suezensis
Lagocephalus suezensis är en fiskart som beskrevs av Clark och Gohar 1953. Lagocephalus suezensis ingår i släktet Lagocephalus och familjen blåsfiskar. Inga underarter finns listade i Catalogue of Life.